# Ratabulus fulviguttatus
Ratabulus fulviguttatus is een straalvinnige vissensoort uit de familie van de platkopvissen (Platycephalidae). De wetenschappelijke naam van de soort is voor het eerst geldig gepubliceerd in 2010 door Imamura & Gomon.